# Rudolf Geißler (Politiker)
Rudolf Geißler (* 18. April 1958 in Tschurndorf) ist ein ehemaliger österreichischer Politiker (ÖVP). Er war von 2007 bis 2022 Bürgermeister von Oberpullendorf und von 2010 bis 2015 Abgeordneter zum Burgenländischen Landtag.

## Leben
Rudolf Geißler wurde am 18. April 1958 in dem mittelburgenländischen Ort Tschurndorf geboren. Er maturierte 1976 am Bundesgymnasium und Bundesrealgymnasium Mattersburg, absolvierte sodann das Studium an der Sozialakademie in Wien und arbeitete ab 1978 als Sozialarbeiter im Bereich der Jugendwohlfahrt in der Bezirkshauptmannschaft Oberpullendorf.
Im politischen Bereich blickt Geißler auf eine lange Karriere zurück. In der Gemeindepolitik war er ab 1979 aktiv. Unter dem von 1990 bis 2002 in Oberpullendorf amtierenden Bürgermeister Ernst Kulmann war er als ÖVP-Stadtparteiobmann in den Gemeinderat eingezogen. Ab 2002 war Rudolf Geißler Vizebürgermeister und von 2007 bis 2022 Bürgermeister von Oberpullendorf.
Er war auch ÖVP-Bezirksparteiobmannstellvertreter des Bezirks Oberpullendorf und ab 2014 ÖAAB-Landesobmann des Burgenlandes. Ab 2010 war Rudolf Geißler eine Periode lang Abgeordneter zum Burgenländischen Landtag. Sein Amt als Bürgermeister von Oberpullendorf übte er bis 9. Jänner 2022 aus. Die ÖVP hatte in seiner rund 15-jährigen Amtszeit als Bürgermeister von Oberpullendorf bei Gemeinderatswahlen stets die absolute Mehrheit erzielt.

## Auszeichnungen
- 2015: Großes Ehrenzeichen des Landes Burgenland[9]